# Ducrosia
- Commons
- Wikispecies

Ducrosia é um género botânico pertencente à família Apiaceae.